# Wieprzec (województwo małopolskie)
Wieprzec – wieś w Polsce położona w województwie małopolskim, w powiecie suskim, w gminie Maków Podhalański. W latach 1975–1998 miejscowość należała administracyjnie do województwa bielskiego. Położona jest w Beskidzie Makowskim, w dolinie potoku o tej samej nazwie.

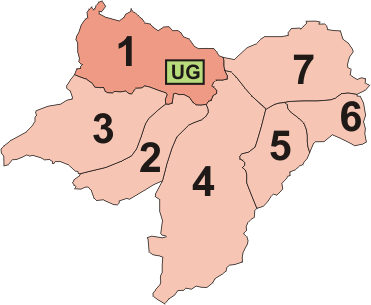
Wieprzec (6.) w gminie Maków Podhalański

## Części wsi
| SIMC    | Nazwa              | Rodzaj     |
| ------- | ------------------ | ---------- |
| 0061390 | Adamowa            | część wsi  |
| 0061409 | Chłapkowa          | część wsi  |
| 0061415 | Dyrdowa            | część wsi  |
| 0061421 | Jackowa            | część wsi  |
| 0061438 | Kaniastowa         | część wsi  |
| 0061473 | Korblowa           | przysiółek |
| 0061444 | Lizakowa           | część wsi  |
| 1050690 | Miśkowcowa Zagroda | część wsi  |
| 0061450 | Ocieczkowa         | część wsi  |
| 0989235 | Pod Chłapkiem      | część wsi  |
| 0989241 | Pod Grapą          | część wsi  |
| 0061467 | Wyrobkowa          | część wsi  |

## Historia
Wieś została założona na przełomie XVI/XVII wieku w ramach akcji osadniczej starostwa lanckorońskiego. Pierwsze wzmianki pochodzą jednak dopiero z końca XVII wieku. Do początku XIX wieku należała do parafii makowskiej, później do osieleckiej. Od 1998 wraz z sąsiednią Kojszówką tworzy odrębną parafię pw. Matki Bożej Częstochowskiej.

## Turystyka
- przydrożne kapliczki (najstarsza z poł. XIX w.),
- stare domy i zagrody.

Miejscowość położona w regionie atrakcyjnym pod względem przyrodniczym: otoczone lasami, oferuje czyste powietrze i wody.

## Przemysł
- drzewny (wyrób palet)